# Séroconversion

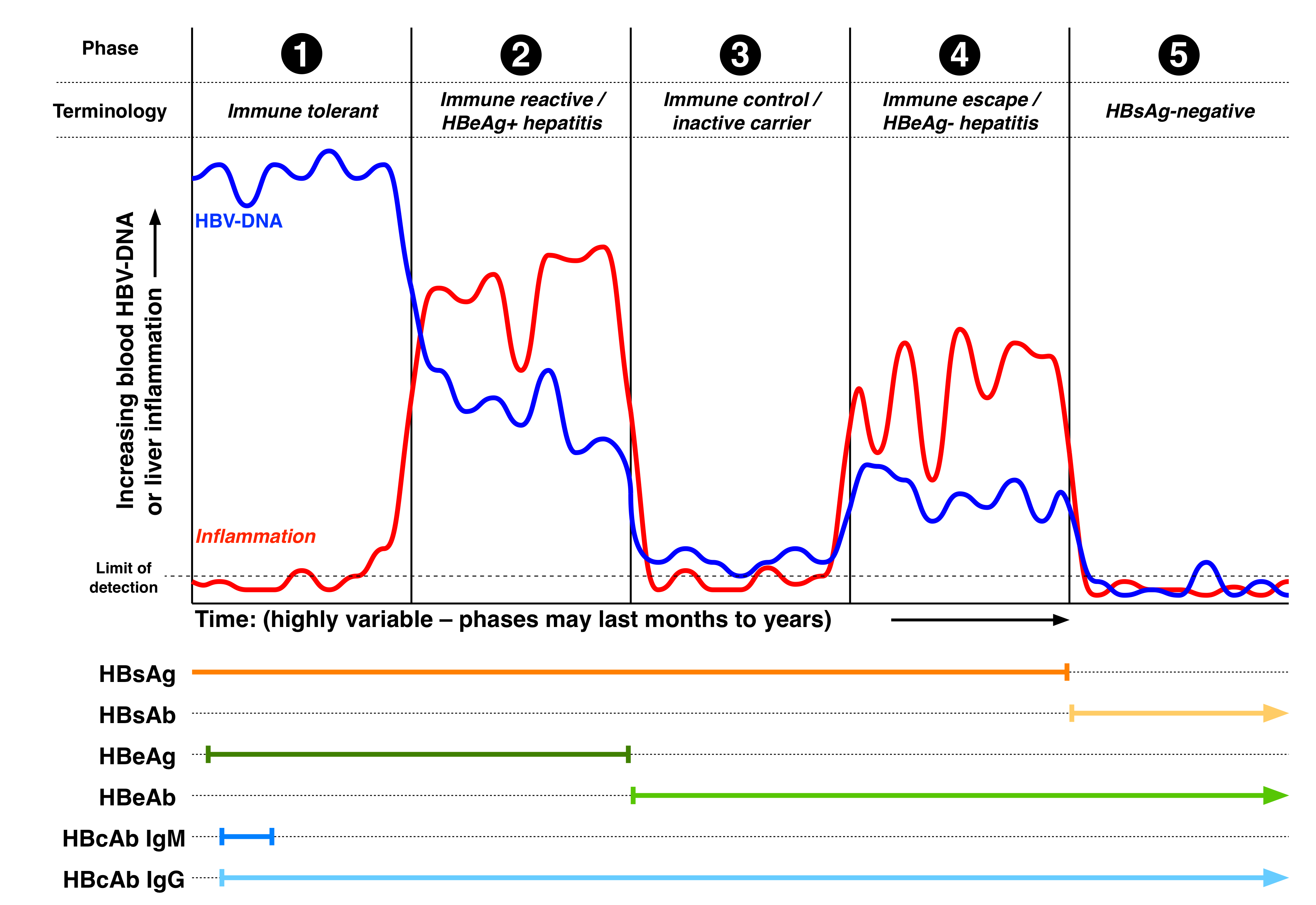
Les étapes générales de la séroconversion pour l'hépatite B, où la ligne de détectabilité indique la séropositivité

La séroconversion est la phase d’une maladie infectieuse lors de laquelle les anticorps apparaissent suffisamment dans le sang pour qu’on puisse les doser. La séroconversion, d'une manière générale, concerne toutes les infections qui induisent la fabrication d’anticorps.